# Carver (cràter)
Carver és un cràter d'impacte de la Lluna que es troba a la cara oculta de la Lluna, a l'est de la plana emmurallada del cràter Van der Waals. Al nord-est apareix el cràter Rosseland, i al sud-sud-est es troba Kozyrev.

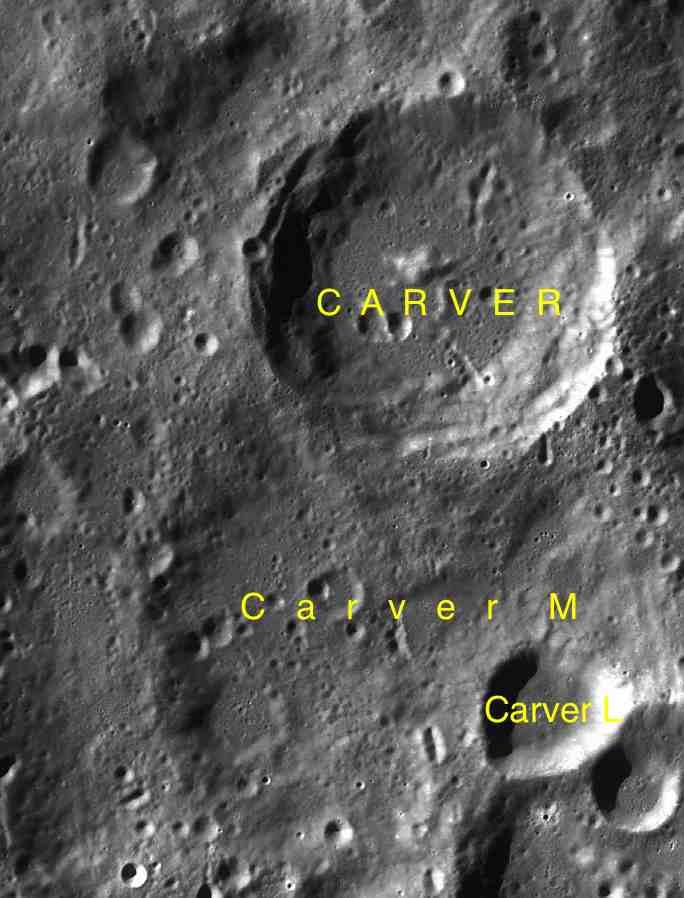
Cràters satèl·lit

Malgrat un cert desgast a causa dels impactes, la gran paret interior d'aquest cràter encara conté algunes terrasses. Es localitzen diversos cràters minúsculs al llarg de la vora exterior i les parets interiors, però no hi ha impactes d'intersecció notables. Carver se superposa a la vora nord-nord-est de l'antic i molt desgastat Carver M. El sòl interior de Carver conté un petit pic central situat en el seu punt mig, i diversos petits cràters a la meitat sud. La resta del sòl no té trets particulars.

## Cràters satèl·lit
Per convenció aquests elements són identificats en els mapes lunars posant la lletra en el costat del punt central del cràter que està més proper a Carver.
| Carver | Coordenades                            | Diàmetre           |
| ------ | -------------------------------------- | ------------------ |
| K      | Reanomenat Kozyrev                     | Reanomenat Kozyrev |
| L      | 45° 12′ S, 127° 48′ E / 45.2°S,127.8°E | 33 km              |
| M      | 45° 00′ S, 126° 48′ E / 45.0°S,126.8°E | 76 km              |